# Але (комуна)
Комуна Але (швед. Ale kommun) — адміністративно-територіальна одиниця місцевого самоврядування, що розташована в лені Вестра-Йоталанд у південно-західній Швеції.
Але 230-а за величиною території комуна Швеції. Адміністративний центр комуни — місто Недінге-Нуль.

## Населення
Населення становить 27 842 чоловік (станом на вересень 2012 року). 
| Кількість населення комуни Але за 1970-2010 роки | Кількість населення комуни Але за 1970-2010 роки | Кількість населення комуни Але за 1970-2010 роки | Кількість населення комуни Але за 1970-2010 роки | Кількість населення комуни Але за 1970-2010 роки |
| ------------------------------------------------ | ------------------------------------------------ | ------------------------------------------------ | ------------------------------------------------ | ------------------------------------------------ |
| Рік                                              |                                                  |                                                  | Населення                                        |                                                  |
| 1970                                             | 1970                                             |                                                  | 17 566                                           | 17 566                                           |
| 1975                                             | 1975                                             |                                                  | 21 980                                           | 21 980                                           |
| 1980                                             | 1980                                             |                                                  | 23 312                                           | 23 312                                           |
| 1985                                             | 1985                                             |                                                  | 23 412                                           | 23 412                                           |
| 1990                                             | 1990                                             |                                                  | 24 071                                           | 24 071                                           |
| 1995                                             | 1995                                             |                                                  | 25 377                                           | 25 377                                           |
| 2000                                             | 2000                                             |                                                  | 25 421                                           | 25 421                                           |
| 2005                                             | 2005                                             |                                                  | 26 405                                           | 26 405                                           |
| 2010                                             | 2010                                             |                                                  | 27 442                                           | 27 442                                           |
| Джерело: SCB                                     |                                                  |                                                  |                                                  |                                                  |

## Населені пункти
Комуні підпорядковано 5 міських поселень (tätort) та низка сільських, більші з яких:
- Недінге-Нуль (Nödinge-Nol)
- Альвгем (Alvhem)
- Шеппланда (Skepplanda)
- Сурте (Surte)
- Ельвенґен (Älvängen)
- Рид (Ryd)

## Міста побратими
Комуна підтримує побратимські контакти з такими муніципалітетами:
- Рууккі, Фінляндія
- Кауфунген, Німеччина
- Бертіноро, Італія

## Галерея

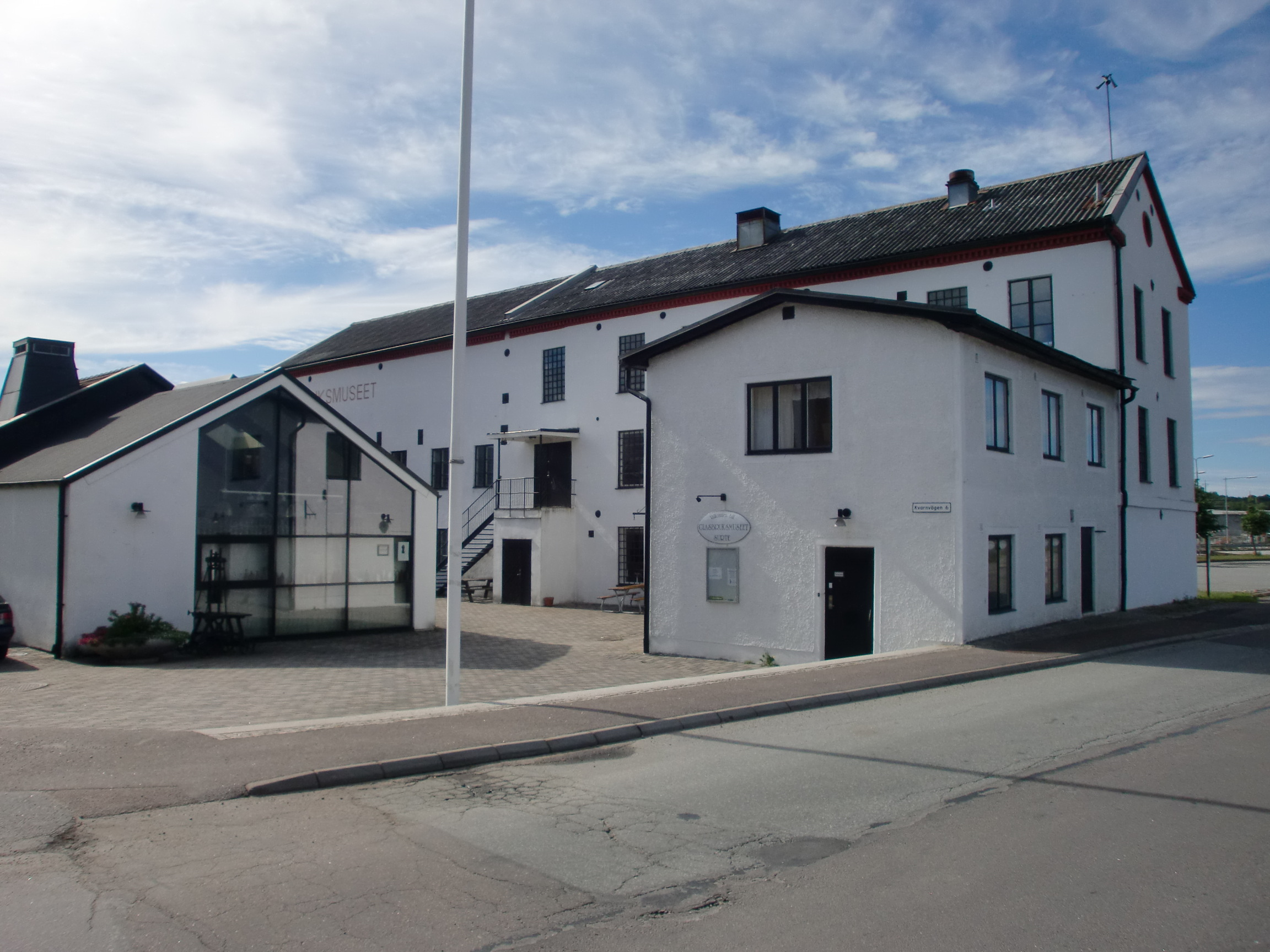
Музей скла (Сурте)
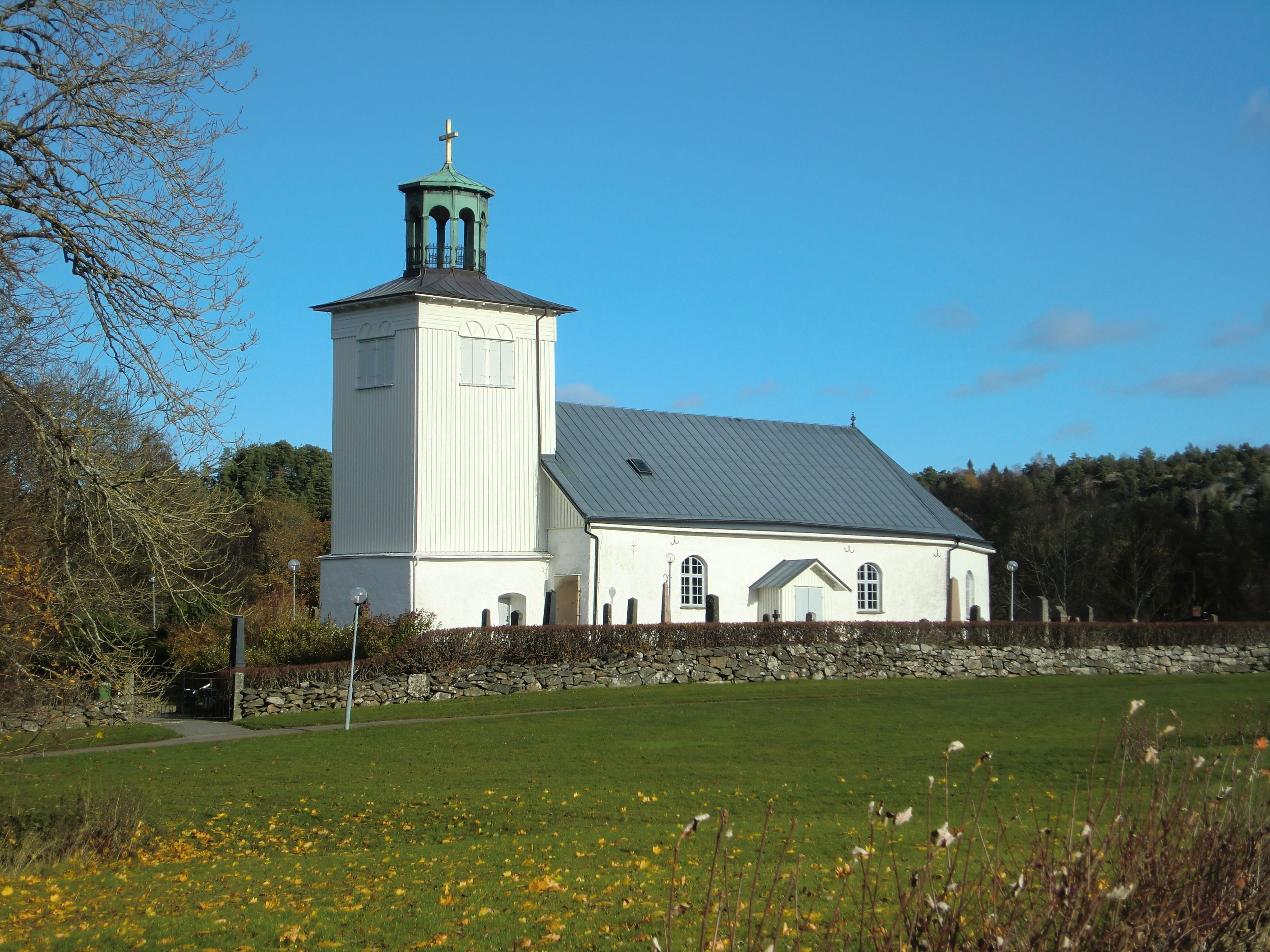
Церква (Недінґе)
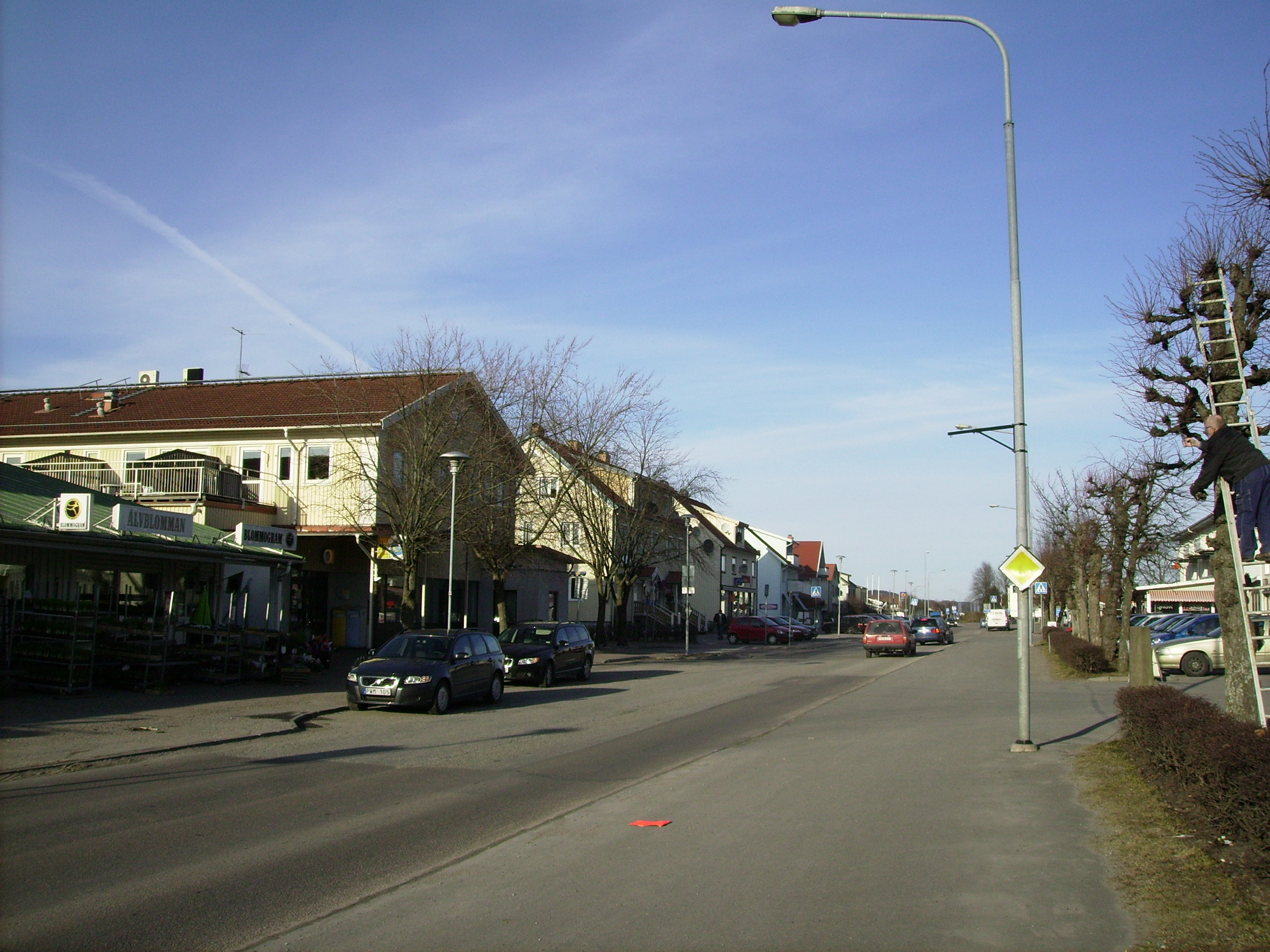
Містечко Ельвенґен
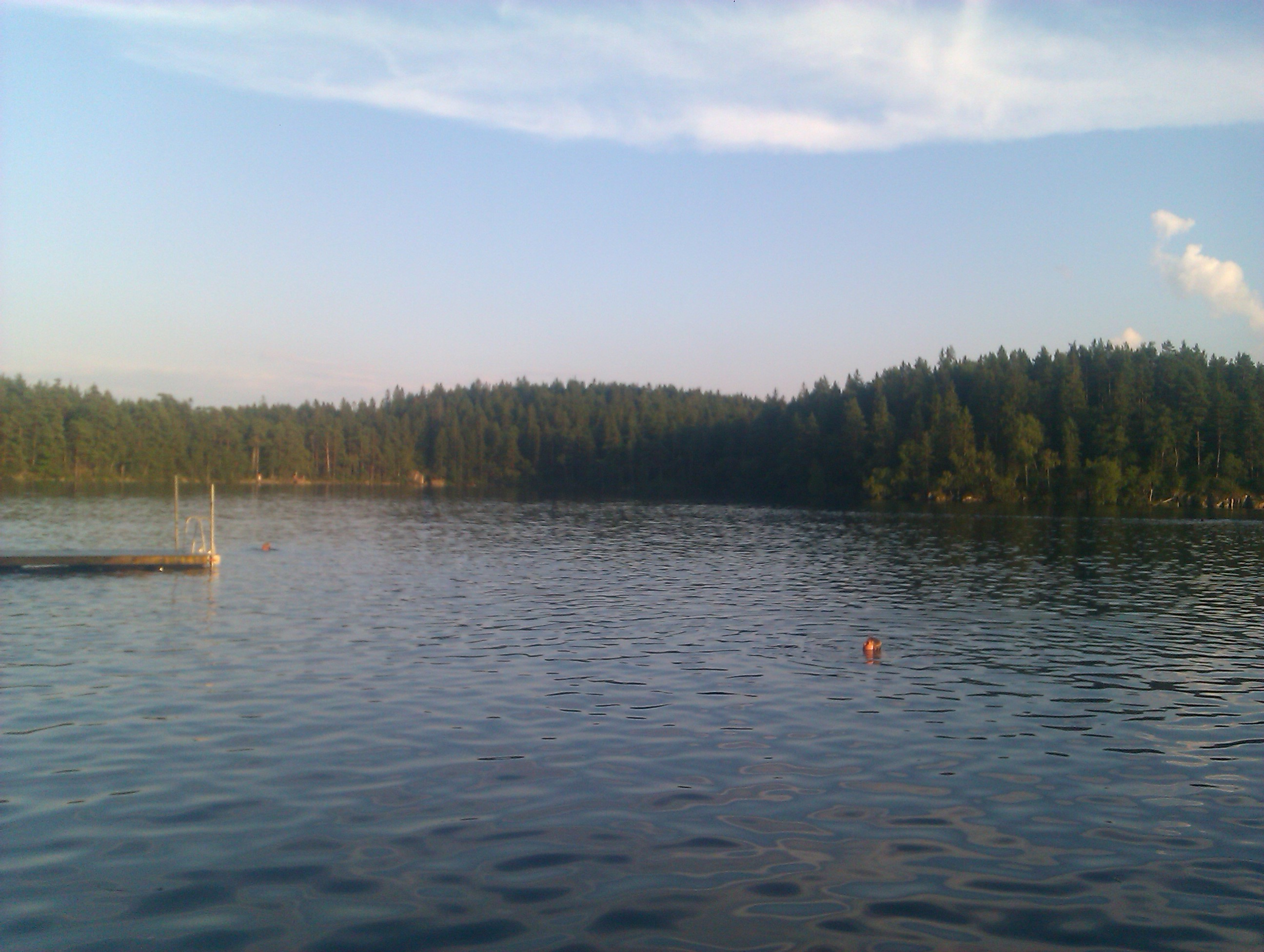
Озеро Гульташен

## Виноски
1. ↑  http://www.ale.se/kommun--politik/kommunens-organisation/politik-och-namnder/hitta-politiker.html
2. ↑  Folkmangd i riket, lan och kommuner (шв.) . Центральне бюро статистики Швеції. Архів оригіналу за 20 серпня 2013. Процитовано 23 лютого 2013.